# 1674
Епоха великих географічних відкриттів •  Перша наукова революція • Річ Посполита •  Запорозька Січ •  Руїна

## Геополітична ситуація
Османську імперію очолює Мехмед IV (до 1687). Під владою османського султана перебувають Близький Схід та Єгипет, Середземноморське узбережжя Північної Африки, частина Закавказзя, значні території в Європі: Греція, Болгарія і Сербія. Васалами османів є Волощина та Молдова.
Священна Римська імперія — наймогутніша держава Європи. Її територія охоплює, крім німецьких земель, Угорщину з Хорватією, Богемію, Північну Італію. Її імператор — Леопольд I Габсбург (до 1705).
Габсбург Карл II Зачарований є королем Іспанії (до 1700). Йому належать Іспанські Нідерланди, південь Італії, Нова Іспанія, Нова Гранада та Нова Кастилія в Америці, Філіппіни. Королем Португалії формально є Альфонсу VI при регентстві молодшого брата Педру II. Португалія має володіння в Бразилії, в Африці, в Індії, в Індійському океані й Індонезії.
Північ Нідерландів займає Республіка Об'єднаних провінцій. Вона має колонії в Північній Америці, Індонезії, на Формозі та на Цейлоні. Король Франції — Людовик XIV (до 1715). Франція має колонії в Північній Америці. Король Англії — Карл II Стюарт (до 1685). Англія має колонії в Північній Америці, на Карибах та в Індії. Король Данії та Норвегії — Кристіан V (до 1699), король Швеції — Карл XI (до 1697). На Апеннінському півострові незалежні Венеціанська республіка та Папська область. Король Речі Посполитої Ян III Собеський (до). Царем Московії є Олексій Михайлович (до 1676).
Україну розділено по Дніпру між Річчю Посполитою та Московією. Діють два гетьмани: Петро Дорошенко та Іван Самойлович. На півдні України існує Запорозька Січ. Існують Кримське ханство, Ногайська орда.
В Ірані правлять Сефевіди.
Значними державами Індостану є Імперія Великих Моголів, в якій править Аурангзеб, Біджапурський султанат, султанат Голконда, Імперія Маратха. В Китаї править Династія Цін. У Японії триває період Едо.

## Події

### В Україні
- Війська лівобережного гетьмана Івана Самойловича перейшли Дніпро, що було першим із чигиринських походів. Більшість правобережних полків приєдналися до нього, і правобережний гетьман Михайло Ханенко склав булаву.
- Надруковано «Синопсис Київський».

### У світі

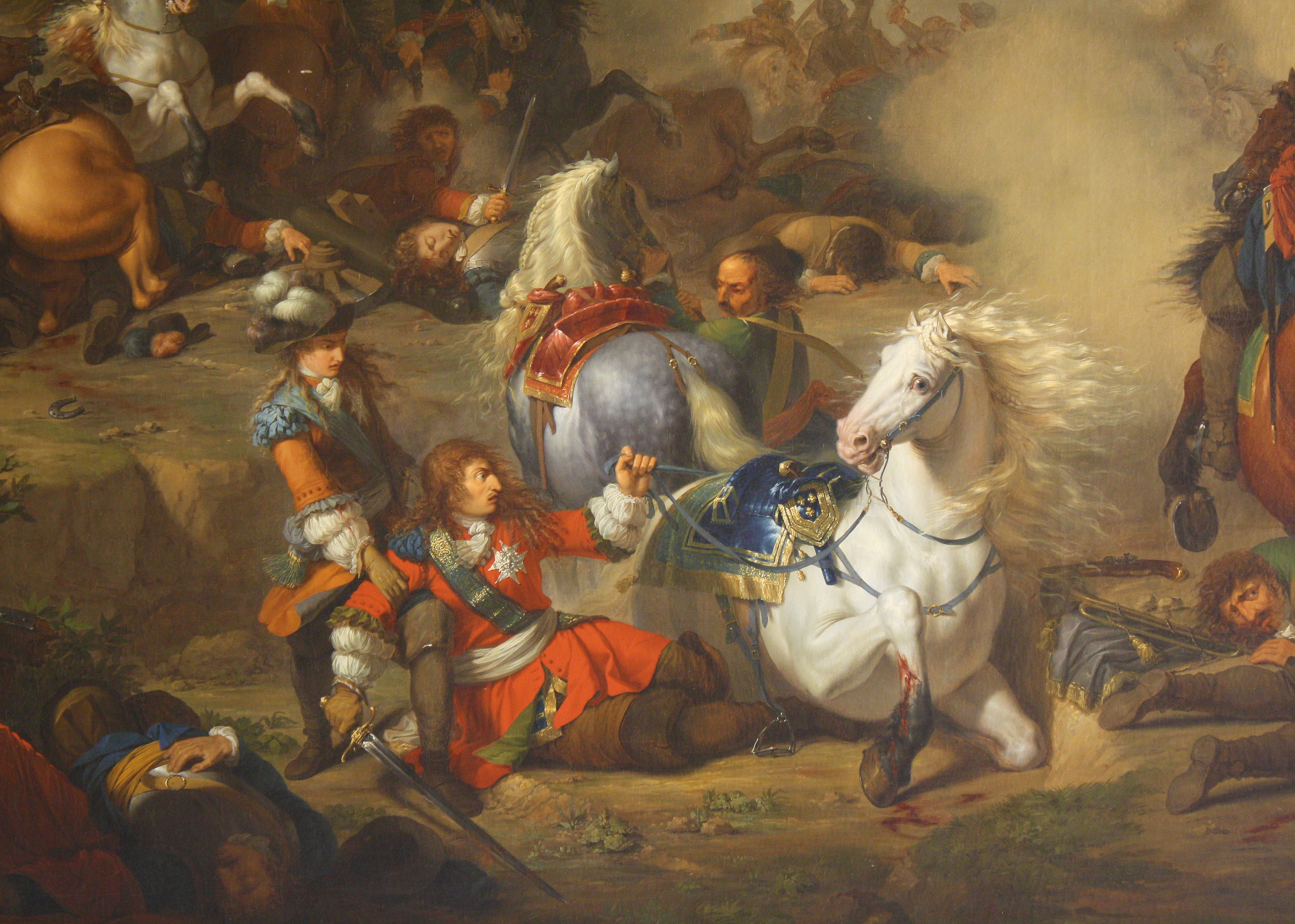
Битва під Сенеффе.

- Королем Речі Посполитої обрано Яна III Собеського.
- 19 лютого підписанням у Лондоні сепаратного мирного договору закінчилась Третя англо-голландська війна.
  - 10 листопада, за умовами лондонського миру, Нідерланди повернули Англії Нью-Йорк.
- Франко-голландська війна:
  - У квітні-травні Нідерланди замирилися з Кельном та Мюнстером.
  - 15 травня французькі війська знову окупували Безансон.
  - 11 серпня французи здобули перемогу над силами нідерландців, австрійців та іспанців у битві поблизу Сенеффе.
  - У Мессіні за підтримки Франції спалахнуло антиіспанське повстання.
- У лондонському Тауері знайдено два дитячі скелети, що стали відомими як принци в Тауері.
- В Угорщині тривають переслідування протестантів. У Пресбургу влаштовано суд над 735 пасторами та вчителями, 42 з них продано на галери.
- Правитель маратхів Шиваджі коронувався як чатрапаті (імператор). Утворилася Імперія Маратха.
- У південних провінціях Китаю триває повстання У Саньгуя проти династії Цін.
- Ліквідовано Французьку Вест-Індську компанію. Колонії Франції в Америці перейшли до королівського домену.

## Наука та культура
Див також 1674 у літературі.
- Антоні ван Левенгук відкрив під мікроскопом інфузорії.

## Народились
Див. також: Категорія:Народились 1674

## Померли
Див. також: Категорія:Померли 1674
- 8 листопада — у Лондоні на 66-му році життя помер англійський письменник Джон Мільтон.